# 第八届全国残疾人运动会
中华人民共和国第八届残疾人运动会于2011年10月11日在杭州、嘉兴、绍兴三个赛区举行。本届残运会是历届全国残疾人运动会中规模最大、人数最多的一次。

## 象征

### 会徽
会徽整体图案形将运动员手撑轮椅、之江潮涌、数字“8”的形象巧妙融合,体现“生生不息，勇立潮头”的设计主题，而三色组合中橙色代表了阳光与活力，红色代表热烈与恢宏，蓝色则代表沉稳、大气和蓬勃，整体表达运动、人、自然与社会的和谐。

### 吉祥物
吉祥物“悦悦”，以杭州市花桂花为原型，以四片舞动的花瓣、一张灿烂的笑脸为构图，体现了主会场杭州的地域特色和城市文化底蕴。

### 口号
生命阳光，情满浙江。
寓意同在蓝天下，依靠全社会的共同关注和真情关爱，实现残疾人平等、充分参与社会生活，共享社会发展成果

## 比赛项目
本届残运会共设置田径、游泳、举重、乒乓球、射击、射箭、轮椅击剑、自行车、羽毛球、盲人柔道、赛艇、网球、飞镖、象棋、盲人门球、聋人篮球、轮椅篮球、坐式排球、盲人足球、脑瘫足球和聋人足球共21个大项、781个小项。同时，为备战2012伦敦残奥会，首次在全国残运会上设置赛艇项目。共决出723枚金牌，超世界纪录65项，平世界纪录2项，超全国纪录347项，平全国纪录6项。其中东道主浙江代表团以总分1922分和109枚金牌的成绩登总分榜和金牌榜第一位。